# Aero Ae 270 Ibis
El Aero Ae 270 Ibis  fue un proyecto de avión monomotor turbohélice de ala baja, tren retráctil triciclo, altas prestaciones y capacidad STOL desarrollado por la compañía checa Aero Vodochody. A comienzo de los años 1990 Aero Vodochody lanzó un programa para desarrollar un avión utilitario monomotor, designado inicialmente como L-270, que permitiese a la empresa el poder posicionarse en el mercado de aeronaves civiles para poder paliar la caída de ventas en el mercado militar.

## Especificaciones (Ae 270HP)
Referencia datos: Jane's All The World's Aircraft 2003–2004

### Características generales
- Tripulación: 1 o 2 pilotos
- Capacidad: 8 pasajeros
- Carga: 1200 kg (2644,8 lb)
- Longitud: 12,2 m (40,1 ft)
- Envergadura: 13,8 m (45,3 ft)
- Altura: 4,8 m (15,7 ft)
- Superficie alar: 21 m² (226 ft²)
- Perfil alar: NASA MS(1)-0316.7 (root), NASA MS(1)-0312 (tip)[2]
- Peso vacío: 2300 kg (5069,2 lb)
- Peso máximo al despegue: 3670 kg (8088,7 lb)
- Planta motriz: 1× turbohélice Pratt & Whitney Canada PT6A-66A-42A.
  - Potencia: 634 kW (850 HP; 862 CV)

### Rendimiento
- Velocidad crucero (Vc): 500 km/h (311 MPH; 270 kt) a 20.000 ft de altitud
- Velocidad de entrada en pérdida (Vs): 123 km/h (76 MPH; 66 kt) con flaps
- Alcance: 2981 km (1610 nmi; 1852 mi) con 9 pasajeros
- Techo de vuelo: 9144 m (30 000 ft)
- Régimen de ascenso: 1710 m/min a nivel del mar

### Aeronaves similares
- Cessna 208
- Piper PA-46
- SOCATA TBM
- Pilatus PC-12
- Myasishchev M-101T